# Вампугол
Вампуго́л (рос. Вампугол) — село у складі Нижньовартовського району Ханти-Мансійського автономного округу Тюменської області, Росія. Знаходиться на міжселенній території.
Населення — 137 осіб (2010, 168 у 2002).
Національний склад станом на 2002 рік: росіяни — 54 %.